# Gulp (kleding)

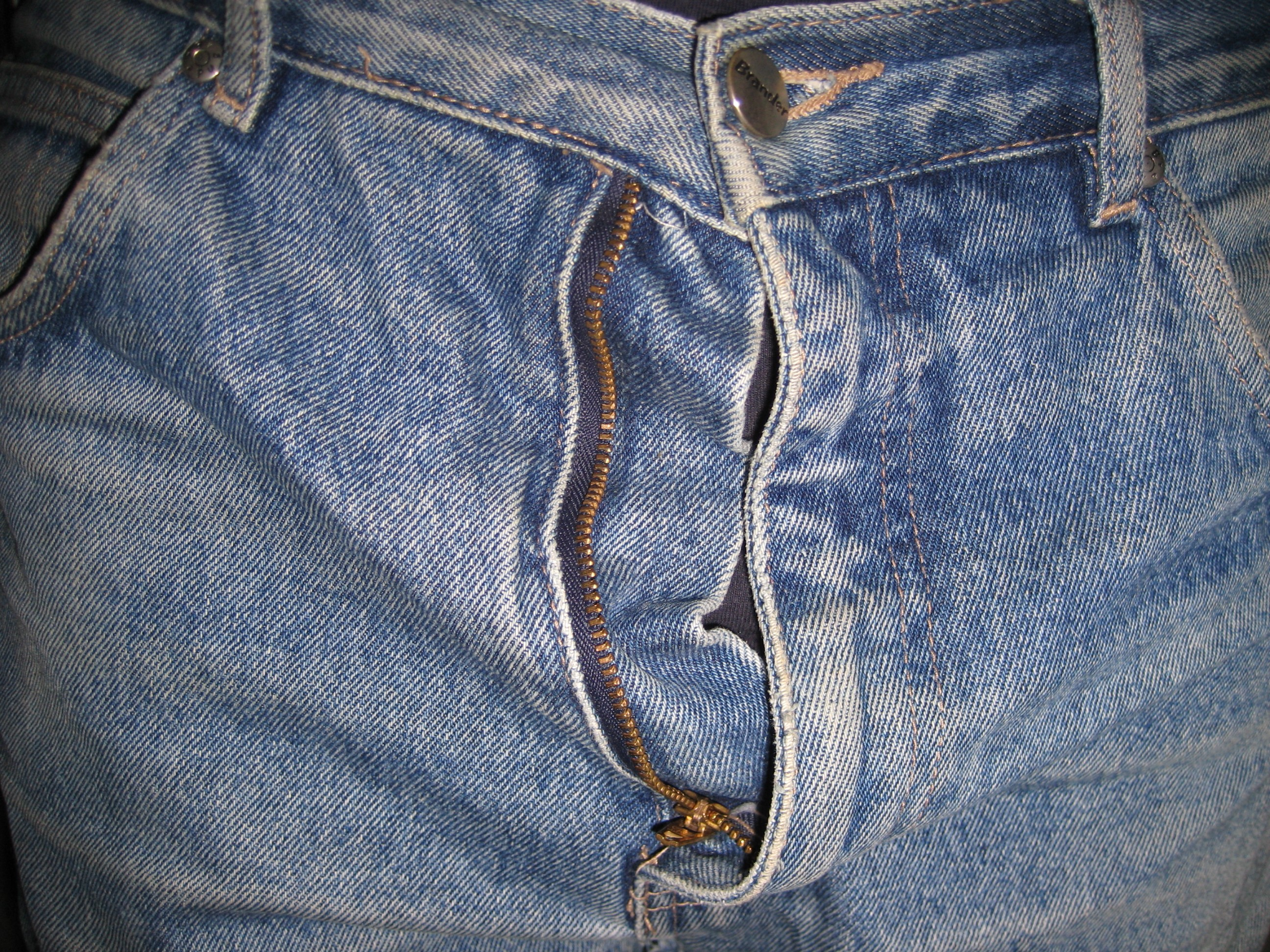
Een gulp met knoop en ritssluiting in een spijkerbroek

Een gulp is een sluiting aan de voorkant van een (heren)broek of -onderbroek. Een gulp kan geopend en gesloten worden door middel van een ritssluiting, knopen, haakjes of bijvoorbeeld klittenband. De gulp van een onderbroek bevat   slechts knopen of een dubbele laag textiel (meestal katoen). 
Een gulp maakt de broek aan de bovenkant wijder als deze wordt geopend. Dit zorgt ervoor dat de broek gemakkelijker aan- en uitgetrokken kan worden. Ook gebruiken mannen hun gulp vaak bij het plassen. Ze hoeven dan alleen de gulp te openen, en niet hun broek (deels) uit te trekken.